# Смилчић
Смилчић је насељено мјесто у Равним Котарима, у сјеверној Далмацији. Припада граду Бенковцу, у Задарској жупанији, Република Хрватска.

## Географија
Налази се око 16 км сјеверозападно од Бенковца и око 22 км источно од Задра. Кроз Смилчић пролази државна цеста D502.

## Историја
Смилчић се од распада Југославије до августа 1995. године налазио у Републици Српској Крајини.

## Култура
У Смилчићу се налази храм Српске православне цркве Св. Архангела Михаила из 1984. године, као и римокатоличка црква Госпе од Здравља из 1869. године. Такође, у близини села се налази и праисторијско археолошко налазиште.

## Становништво
Прије грађанског рата у Хрватској, Смилчић је био већинско српско село; према попису из 1991. године, Смилчић је имао 641 становника, од чега 439 Срба, 192 Хрвата, 1 Југословена и 9 осталих. Према попису становништва из 2001. године, Смилчић је имао 250 становника. Смилчић је према попису становништва из 2011. године имао 248 становника.
| Националност       | 1991. | 1981. | 1971. | 1961. |
| Срби               | 439   | 412   | 455   |       |
| Хрвати             | 192   | 154   | 210   |       |
| Југословени        | 1     | 50    | 13    |       |
| остали и непознато | 9     | 12    | 1     |       |
| Укупно             | 641   | 628   | 679   | 758   |

| Демографија | Демографија | Демографија |
| Година      | Становника  | Становника  |
| ----------- | ----------- | ----------- |
| 1961.       | 758         |             |
| 1971.       | 679         |             |
| 1981.       | 628         |             |
| 1991.       | 641         |             |
| 2001.       | 250         |             |
| 2011.       |             | 248         |

## Попис 1991.
На попису становништва 1991. године, насељено место Смилчић је имало 641 становника, следећег националног састава:
| Попис 1991.‍  | Попис 1991.‍  | Попис 1991.‍ | Попис 1991.‍ | Попис 1991.‍ |
| ------------ | ------------ | ----------- | ----------- | ----------- |
|              |              |             |             |             |
| Срби         | Срби         |             | 439         | 68,48%      |
| Хрвати       | Хрвати       |             | 192         | 29,95%      |
| Италијани    | Италијани    |             | 1           | 0,15%       |
| Југословени  | Југословени  |             | 1           | 0,15%       |
| Црногорци    | Црногорци    |             | 1           | 0,15%       |
| неопредељени | неопредељени |             | 1           | 0,15%       |
| непознато    | непознато    |             | 6           | 0,93%       |
| укупно: 641  |              |             |             |             |

## Презимена
| - Анић — Римокатолици - Арбанас — Римокатолици - Ардалић — Православци - Батур — Римокатолици - Бјелановић — Православци - Боровић — Православци - Видов — Римокатолици - Врцељ — Православци - Вујковић — Православци - Гагић — Православци - Граовац — Православци - Дражић — Православци - Дуброја — Православци - Дукић — Православци - Ђого — Православци - Жорић — Православци - Иваниш — Православци | - Куриџа — Православци - Лончар — Римокатолици - Милковић — Римокатолици - Млинар — Православци - Мрдаљ — Православци - Муцаљ — Православци - Незнановић — Православци - Нонковић — Православци - Пуповац — Православци - Радмановић — Православци - Релић — Православци - Скокна — Православци - Стјепановић — Православци - Тараш — Римокатолици - Цебара — Православци - Црнобрња — Православци - Шапоња — Православци - Шушак — Православци |